# Чарочкина, Дарья Вячеславовна
Дарья Вячеславовна Чарочкина (род. 7 октября 1990, Москва) — российская шахматистка, гроссмейстер среди женщин (2011), международный мастер среди мужчин (2015).

## Биография
В 2008 году завоевала серебро на розыгрыше Кубка России по быстрым шахматам. Два раза в Москве побеждала на международном женском турнире «Moscow Open» (2011, 2014). Двукратная победительница женского первенства города Москвы (2014, 2015).
В 2011 году в суперфинале женского чемпионата России завоевала третье место. В 2015 году победила на международном женском турнире в Сатке. В 2016 году в Новосибирске в суперфинале женского чемпионата России поделила 4-8 место.
В 2017 году в Тегеране на чемпионате мира по шахматам среди женщин в первом туре проиграла Хуан Цянь.
В декабре 2018 завоевала (вместе с Ольгой Гирей) бронзовую медаль Кубка России среди женщин.